# Saint-Jean-Trolimon

Saint-Jean-Trolimon este o comună în departamentul Finistère, Franța. În 1 ianuarie 2022 avea o populație de 973 de locuitori.